# 쿠로이와 메다카에게 내 귀여움이 통하지 않아
《쿠로이와 메다카에게 내 귀여움이 통하지 않아》(일본어: 黒岩メダカに私の可愛いが通じない 구로이와 메다카니 와타시노 가와이가 쓰지나이[*])는 쿠제 란이 지은 일본의 만화 작품이다. 《주간 소년 매거진》(코단샤)에 2021년 4·5 합병호에서 단편이 호평을 받아 연재화되어 같은 해 26년부터 연재를 개시했다.
약칭은 메다카와(メダかわ). 저자 쿠제에게 본작이 최초의 러브 코미디 작품이다.

## 줄거리
고등학교의 2학년 A반에 소속된 카와이 모나 는 항상 인기 있는 미소녀로, 곧바로 남자가 놀라는 모습에 의기양양하고 있었지만, 불교의 계율로 이성과의 친목을 깊게 하지 않는 전입생 쿠로이와 메다카에 한해 무엇을 해도 반응이 옅고, 돌아보게 하려고 질투해 버려, 모나의 광팬의 하루노 츠보미에게 응원받게 된다. 한편, 메다카는 모나로 코바야카와 쇼와 키도 유즈루에 박정이라고 생각되어 버려도 츠보미에게도 지적된 것으로 접하는 방법을 고친다.

## 등장인물
쿠로이와 메다카(黒岩 メダカ)
성우 - 이와사키 료타/핫토리 소노스케(보이스 코믹)
본작의 주인공 . 2주 전에 2학년 A반(나중에 3학년 B반)에 전입해 온 남학생. 아파트에서 혼자 살고 있다. 친가는 시골에 있는 절로, 고양이를 좋아한다.
카와이 모나(川井 モナ)
성우 - 세리자와 유(i☆Ris)/쓰지 미유(보이스 코믹)
본작의 히로인. 1년 전, 가족과 함께 도쿄도로 이사해 온 여학생. 오사카부 출신.
메다카의 클래스메이트(나중에 3학년 B반). 언뜻 보면 나무랄 곳이 없는 미소녀이지만, 실제로는 지기 싫어하는 자의식 과잉 인 코테코테의 간사이 기질이며, 토모에 의하면, 오사카에 있던 중학생의 무렵도 그랬던 모양.
쇼난 아사히(湘南 旭)
성우 - 아마미야 소라
모나와 메다카 등의 후배로 1학년(나중에 2학년). 체격은 몸집이 작지만, 여자 농구부의 에이스. 학업 성적도 학년 톱의 수재이기도 하다.
난바 토모(難波 朋)
본작 히로인 중 한 명. 모나가 오사카에 있을 때의 친숙한 친구로, 같은 중학교에 다니고 있었다. 어머니는 없고, 아버지와 둘이서 살기 때문에 가사도 한결같이 해낼 수 있다. 모나와 달리 항상 당당하게 코테코테의 간사이 벤으로 말하고 있다
하루노 츠보미(春野 つぼみ)
성우 - 하나자와 카나
메다카와 모나 등의 클래스메이트(나중에 3학년 B반). 습모 쇼트컷이 특징. 미유의 소유자. 언니가 있다.
시라하마 미나미(白浜 美波)
성우 - 마에다 카오리
아사히의 클래스메이트이며 항상 함께하는 가장 친한 친구. 아사히의 사랑을 응원하고 있다.
코바야카와 쇼(小早川 翔)
성우 - 야마시타 다이키
메다카, 모나 등의 클래스메이트(나중에 3학년 B반) 남학생으로, 메다카의 친구. 안경을 쓰고 있다.
키도 유즈루(木戸 譲)
성우 - 하타나카 타스쿠
쇼와 메다카와 함께 있는 클래스메이트(나중에 3학년 B반) 남학생. 집은 크고 클래스메이트들과 할로윈 파티를 열었다.

## 서지 정보
- 쿠제 란 《쿠로이와 메다카에게 내 귀여움이 통하지 않아》 코단샤 〈코단샤 코믹스〉, 기간 18권(2025년 2월 17일 현재)
  1. 2021년 8월 17일 발매[5], ISBN 978-4-06-524490-6
  2. 2021년 11월 17일 발매[6], ISBN 978-4-06-525932-0
  3. 2022년 1월 17일 발매[7], ISBN 978-4-06-526591-8
  4. 2022년 4월 15일 발매[8], ISBN 978-4-06-527540-5
  5. 2022년 7월 15일 발매[9], ISBN 978-4-06-528498-8
  6. 2022년 9월 16일 발매[10], ISBN 978-4-06-529129-0
  7. 2022년 11월 17일 발매[11], ISBN 978-4-06-529708-7
  8. 2023년 1월 17일 발매[12], ISBN 978-4-06-530350-4
  9. 2023년 4월 17일 발매[13], ISBN 978-4-06-531236-0
  10. 2023년 7월 14일 발매[14], ISBN 978-4-06-531889-8
  11. 2023년 9월 14일 발매[15], ISBN 978-4-06-532892-7
  12. 2023년 11월 16일 발매[16], ISBN 978-4-06-533554-3
  13. 2024년 2월 16일 발매[17], ISBN 978-4-06-534572-6
  14. 2024년 5월 16일 발매[18], ISBN 978-4-06-535512-1
  15. 2024년 7월 17일 발매[19], ISBN 978-4-06-536157-3
  16. 2024년 10월 17일 발매[20], ISBN 978-4-06-537134-3
  17. 2024년 12월 17일 발매[21], ISBN 978-4-06-537774-1
  18. 2025년 2월 17일 발매[22], ISBN 978-4-06-538420-6

## TV 애니메이션
2025년 1월부터 3월까지 TV 도쿄 계열 등에서 방송되었다.
제2기의 제작이 결정되었다.

### 스태프
- 원작 - 쿠제 란
- 감독 - 오쿠무라 요시아키
- 시리즈 구성·각본 - 후데야스 카즈유키
- 캐릭터 디자인 - 와타나베 마유미
- 의상 디자인 - 하기와라 쇼코
- 프롭 디자인 - 콘노 코이치
- 3DCG - 타이라 마사토
- 미술 감독 - 미야케 마사카즈
- 미술 설정 - 우에가키 유키코
- 색채 설계 - 야마가미 아이코
- 촬영 감독 - 니시무라 테츠야
- 편집 - 후지모토 리코
- 음향 감독 - 오누마 노리요시
- 음향 효과 - 카자마 유카
- 음악 - 타테야마 아키유키
- 음악 제작 - DMM music
- 치프 프로듀서 - 타카하시 슈이치, 쿠로스 노부히코, 아이사카 마사시, 아마노 켄
- 프로듀서 - 타니구치 아오이, 타치바나 츠토무, 야마카와 노리오, 시바타 시게루, 아라마키 다이스케, 나카무라 토오루
- 애니메이션 프로듀서 - 나카이 켄토
- 애니메이션 제작 - SynergySP
- 제작 - 쿠로이와 메다카에게 내 귀여움이 통하지 않아 제작위원회

### 주제가
비와 설레는 사랑의 느낌(雨トキメキ恋模様)
이로하니호헤토 아야후부미(시라카미 후부키, 나키리 아야메, 오오카미 미오)에 의한 오프닝 테마. 작사·작곡·편곡은 스리이.
심쿵 어필(キュンアピ)
마에다 카오리에 의한 제1화~제6화 엔딩 테마. 작사·작곡·편곡은 타나카 케이타.
Is this love?
아이다 리카코에 의한 제7화~제12화 엔딩 테마. 작사·작곡은 코토부키 미레이, 타나베 노조무, 편곡은 유아사 아츠시.

### 에피소드 목록
| 화수   | 제목                                   | 각본              | 그림 콘티         | 연출                              | 작화 감독                                                                                            | 총작화 감독                   | 방송일         |
| ------ | -------------------------------------- | ----------------- | ----------------- | --------------------------------- | --- | ----------------------------- | -------------- |
| 제1화  | オチないアイツ 넘어오지 않는 그 녀석   | 후데야스 카즈유키 | 오쿠무라 요시아키 | 오쿠무라 요시아키                 | 와타나베 마유미 콘노 코이치 야마시타 사토루 비트 사이토 다이스케                                     | 와타나베 마유미               | 2025년 1월 7일 |
| 제2화  | アイツと〝好き〟 그 녀석과 "좋아해"    | 후데야스 카즈유키 | 와타나베 하루카   | 오쿠무라 요시아키                 | 토다 세이마 하기와라 쇼코 김대정 박미현 김현아 신유미                                                | 와타나베 마유미               | 1월 14일       |
| 제3화  | アイツと文化祭 그 녀석과 문화제        | 후데야스 카즈유키 | 오쿠무라 요시아키 | 마츠이 히토유키                   | 김현아 김대정 신유미 박미현 콘노 코이치 하기와라 쇼코 히라가 아카리                                  | 와타나베 마유미               | 1월 21일       |
| 제4화  | アイツと伝説 그 녀석과 전설            | 후데야스 카즈유키 | 마츠이 히토유키   | 쿠로다 코이치로                   | 関鵬 拾月動画 하기와라 쇼코                                                                          | 와타나베 마유미               | 1월 28일       |
| 제5화  | アイツとバスケ女子 그 녀석과 농구 소녀 | 이노우에 미오     | 오다카 요시노리   | 사이토 슈지                       | 하기와리 쇼코 콘노 코이치 야마시타 사토루 비트 사이토 다이스케                                       | 와타나베 마유미               | 2월 4일        |
| 제6화  | アイツを看病 그 녀석을 병간호          | 이노우에 미오     | 마츠이 히토유키   | 모리타 유키                       | 코이케 토시야 카네코 히데타카 아사히 하기와라 쇼코                                                   | 와타나베 마유미               | 2월 11일       |
| 제7화  | アイツと待ち受け 그 녀석과 대기 화면   | 사사노 메구무     | 누마야마 마유     | 누마야마 마유                     | 오오마메 카즈히로                                                                                    | 와타나베 마유미               | 2월 18일       |
| 제8화  | アイツとハロウィン 그 녀석과 핼러윈    | 사사노 메구무     | 사이토 슈지       | 사이토 슈지                       | 하기와라 쇼코 콘노 코이치 야마시타 사토루 비트 无錫旭阳动画制作有限公司 無錫亮度塗鴉文化傳媒有限公司 | 와타나베 마유미 하기와라 쇼코 | 2월 25일       |
| 제9화  | アイツと親友 그 녀석과 친구            | 텐마 미치루       | 야마시타 사토루   | 사사키 모에                       | 사사키 모에 오미가와 미호 MOOK Hary                                                                  | 와타나베 마유미               | 3월 4일        |
| 제10화 | アイツと遊園地 그 녀석과 놀이공원      | 텐마 미치루       | 마츠이 히토유키   | 모리타 유키                       | 코이케 토시야 카네코 히데타카 아사히 하기와라 쇼코                                                   | 와타나베 마유미               | 3월 11일       |
| 제11화 | アイツと二人きり 그 녀석과 단둘이      | 후데야스 카즈유키 | 누마야마 마유     | 누마야마 마유                     | 오오마메 카즈히로 하기와라 쇼코                                                                      | 와타나베 마유미               | 3월 18일       |
| 제12화 | アイツに初恋 그 녀석에게 첫사랑        | 후데야스 카즈유키 | 오쿠무라 요시아키 | 오쿠무라 요시아키 야마모토 유타로 | 하기와라 쇼코 콘노 코이치 비트 야마시타 사토루                                                       | 와타나베 마유미               | 3월 25일       |

| TV 도쿄 계열 화요일 00:00~00:30 | TV 도쿄 계열 화요일 00:00~00:30                    | TV 도쿄 계열 화요일 00:00~00:30 |
| 이전 작품                       | 작품명                                             | 다음 작품                       |
| ------------------------------- | -------------------------------------------------- | ------------------------------- |
| 나츠메 우인장 칠                | 쿠로이와 메다카에게 내 귀여움이 통하지 않아(제1기) | ＃컴파스 2.0 전투섭리분석시스템 |